# Caecidotea lesliei
Caecidotea lesliei is een pissebed uit de familie Asellidae. De wetenschappelijke naam van de soort is voor het eerst geldig gepubliceerd in 1981 door Lewis & Bowman.